# My Humps
«My Humps» (рус. «Мои мальчики») — третий сингл из альбома Monkey Business группы The Black Eyed Peas. Выпущен 20 сентября 2005 года в США и 14 ноября того же года в Австралии и Великобритании. В основе хита лежит семпл из песни «I Need a Freak» группы Sexual Harassment. В интервью британскому утреннему шоу «This Morning» лидер группы will.i.am заявил, что первоначально эта песня была написана для группы Pussycat Dolls.

## Оценки критиков
Песня «My Humps» была подвергнута серьёзной критике со стороны музыкальной прессы. Джон Буш (англ. John Bush), пишущий для Allmusic, описал это как «одно из самых неприличных рэп-выступлений нового тысячелетия», а Билл Ламб (англ. Bill Lamb) из About.com назвал это «музыкальным эквивалентом плохого кино братьев Фаррели». Хуа Сюй (англ. Hua Hsu) из онлайн-журнала Slate: «Это не пугающе плохо, это ужасно плохо. <…> Есть плохие песни, которые оскорбляют наши чувства, но их всё ещё можно слушать, а есть песни, которые просто очень плохие — трансцендентально плохие, объективно плохие».
В опросе, проведённом журналом Rolling Stone в 2007 году, песня заняла первое место в списке 20-ти наиболее раздражающих песен.

## Признание и награды
В США «My Humps» добилась № 3 в чарте Billboard Hot 100, ставшей их второй песней из альбома Monkey Business и третьей в целом, попавшей в пятёрку лучших этого чарта. На июнь 2009 года в США песня была официально продана/скачана 2 203 000 раз.
31 августа 2006 года на «MTV Video Music Awards» видеоклип победил в номинации «Лучшее хип-хоп видео», а в 2007 году песня получила премию «Грэмми» в номинации «Лучшее вокальное поп-исполнение дуэтом или группой».

## Интересные факты
- После многолетней судебной тяжбы Оррин Линн Толливер (англ. Orrin Lynn Tolliver) в июне 2011 года выиграл суд у своего бывшего коллеги Джеймса МакКэнтса (англ. James McCants), который самолично зарегистрировал песню «I Need A Freak» за Толливером в авторском сообществе, затем в виде семплов она попала в другие композиции, включая и «My Humps». Никаких авторских Толливер за использование своего труда не получил, после чего подал на бывшего коллегу в суд. В результате МакКэнтс должен отдать Толливеру 816.000$, как компенсацию за потерянные доходы, и 368.000$ за нарушение авторских прав[1].
- Летом 2011 года will.i.am во время мирового турне рассказал журналистам, что в одно время группе надоел их хит «My Humps», и они даже не хотели исполнять его на своих концертах. Спустя некоторое время Black Eyed Peas изменили своё отношение к «My Humps», как сказал will.i.am: «Дошло до того, что мы собирались перестать играть её во время шоу. Но песня была слишком заводной»[8].

## Список композиций
CD maxi
1. «My Humps» (сингл версия)
2. «My Humps» (Lil Jon remix version)
3. «So Real»
4. «My Humps» (видео)

iTunes digital download
1. «My Humps» (Lil Jon remix version)

12 inch 33⅓ rpm black vinyl record from A&M Records
1. «My Humps» (радио версия) — 3:44
2. «My Humps» (инструментальная версия) — 4:10 сторона B
3. «My Humps» (альбомная версия) — 5:26
4. «My Humps» (а капелла) — 4:08

## Чарты и продажи
| Чарт (2005/06)                              | Наивысшая позиция |
| ------------------------------------------- | ----------------- |
| Австралия (ARIA)                            | 1                 |
| Австрия (Ö3 Austria Top 40)                 | 4                 |
| Бельгия/Фландрия (Ultratop 50)              | 3                 |
| Бельгия/Валлония (Ultratop 50)              | 5                 |
| Чехия (Rádio — Top 100)                     | 7                 |
| Дания (Tracklisten)                         | 5                 |
| Нидерланды (Dutch Top 40)                   | 4                 |
| ЕвроХит Топ-40                              | 4                 |
| Европа (Billboard European Hot 100 Singles) | 2                 |
| Финляндия (Suomen virallinen lista)         | 7                 |
| Франция (SNEP)                              | 11                |
| Германия (GfK)                              | 4                 |
| Венгрия (Dance Top 40)                      | 8                 |
| Ирландия (IRMA)                             | 1                 |
| Италия (FIMI)                               | 9                 |
| Новая Зеландия (Recorded Music NZ)          | 1                 |
| Норвегия (VG-lista)                         | 4                 |
| Moscow Airplay Chart                        | 36                |
| Russian Airplay Chart                       | 19                |
| Швеция (Sverigetopplistan)                  | 19                |
| Швейцария (Schweizer Hitparade)             | 3                 |
| Великобритания (OCC UK Singles)             | 3                 |
| США (Billboard Hot 100)                     | 3                 |
| США (Billboard Pop Airplay)                 | 2                 |
| США (Billboard Hot R&B/Hip-Hop Songs)       | 57                |

| Страна    | Сертификация   | Продажи   |
| --------- | -------------- | --------- |
| Австралия | Платиновый     | 70 000    |
| Бразилия  | Платиновый     | 100 000   |
| США       | 2 x Платиновый | 2 000 000 |